# Brillenkoord

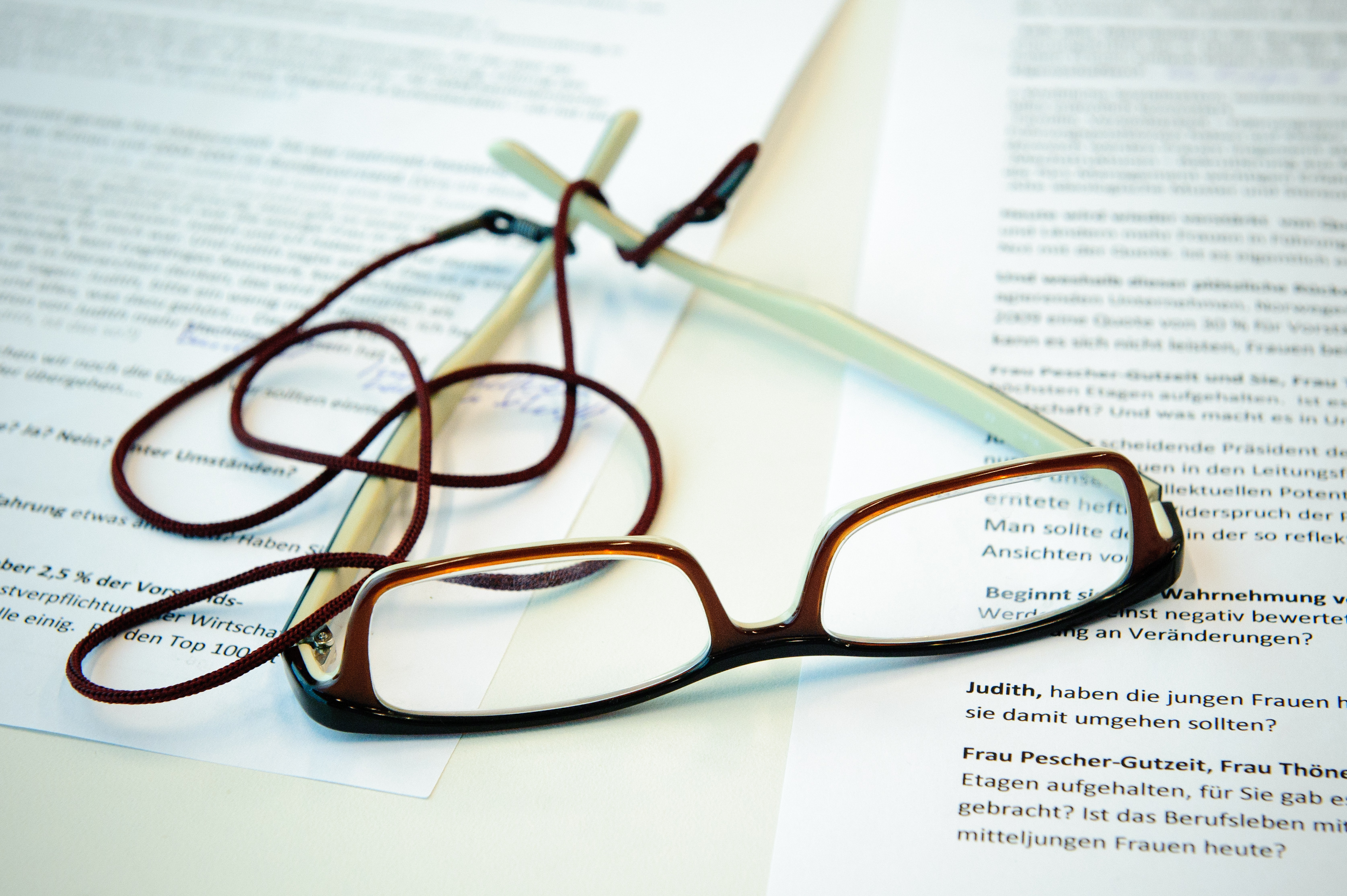

Een brillenkoord is een hulpmiddel dat aan een bril vastgemaakt kan worden om te voorkomen dat deze kwijtraakt of valt. Dit is toepasbaar indien de bril niet continu gebruikt wordt, zoals dat meestal bij een leesbril of zonnebril het geval is. Het koord heeft aan beide uiteinden een bevestigingsmechaniek voor de brillenpootjes. De bril wordt dan gedragen met het koord om de nek. Sommige brillenkoorden hebben hiervoor aan beide uiteinden een kleine stroeve lus, die met een ringvormig metalen bandje strak nabij het scharnier om de pootjes wordt vastgemaakt. Ook zijn er varianten met twee stroeve buisjes, waarin de uiteinden van de brillenpootjes worden geschoven. Indien de bril niet op de neus staat, hangt deze in het algemeen op borsthoogte van de drager.
Het koord raakt bij gebruik voortdurend de nek aan en dient dus zacht en glad te zijn om irritatie te voorkomen. Brillenkoorden zijn meestal gemaakt van polyester, viscose, katoen, metaal of plastic.

## Trivia
- In cleanrooms worden brillenkoorden beschouwd als een grote bron van contaminatie.
- Voor machinebedieners zijn er bijzondere brillenkoorden met een catch and release, opdat de drager niet door het koord de machine in wordt getrokken.
- Indien een brildrager gaat zwemmen, kan deze een wijnkurk of ander drijvend voorwerp aan het brillenkoord dragen om verlies van de bril te voorkomen. Er zijn ook koorden of banden van elastiek die de bril bij sportbeoefening op het hoofd houden.